# Baunach (Fluss)
Die Baunach ist ein knapp 54 Kilometer langer rechter und nördlicher Nebenfluss des Mains in Bayern (Deutschland). Ein Teil der Auenlandschaft der Baunach steht unter Naturschutz.

## Name
Der Erstbeleg des Flusses ist von 1321 (Bunach). Das Bestimmungswort des Namens Baunach stammt vom mittelniederdeutschen Wort Būne für 'Buhne, Uferschutzanlage', das Grundwort ach tritt in vielen Gewässernamen auf und bedeutet Wasser, Gewässer. Eine alternative Herleitung setzt auf das indogermanische Wort bhu (schwellen) an. Demnach hätte Baunach also insgesamt die Bedeutung schwellendes Wasser.

## Geographie
Die Baunach entspringt in den zum Fränkischen Keuper-Lias-Land gehörenden Haßbergen und trennt die eigentlichen Haßberge von den haßbergischen Zeilbergen des Itz-Baunach-Hügellandes.

### Verlauf
Die Baunach entspringt im Sulzfelder Forst südlich vom Großen Breitenberg, nordöstlich des Laubhügels und östlich der Ortschaft Leinach. Die Baunach mündet in Baunach in den Main.

Die Baunach
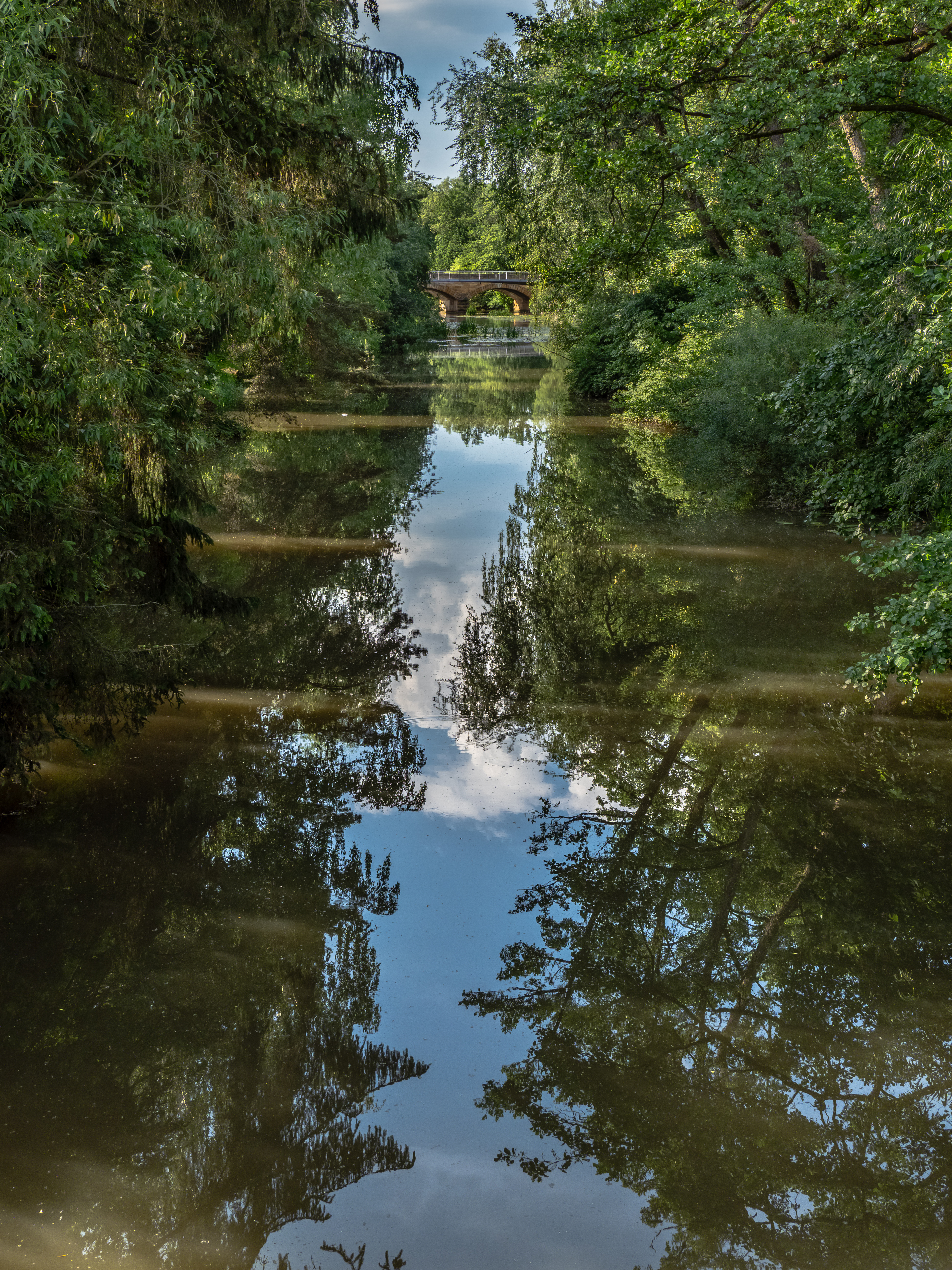
In Baunach
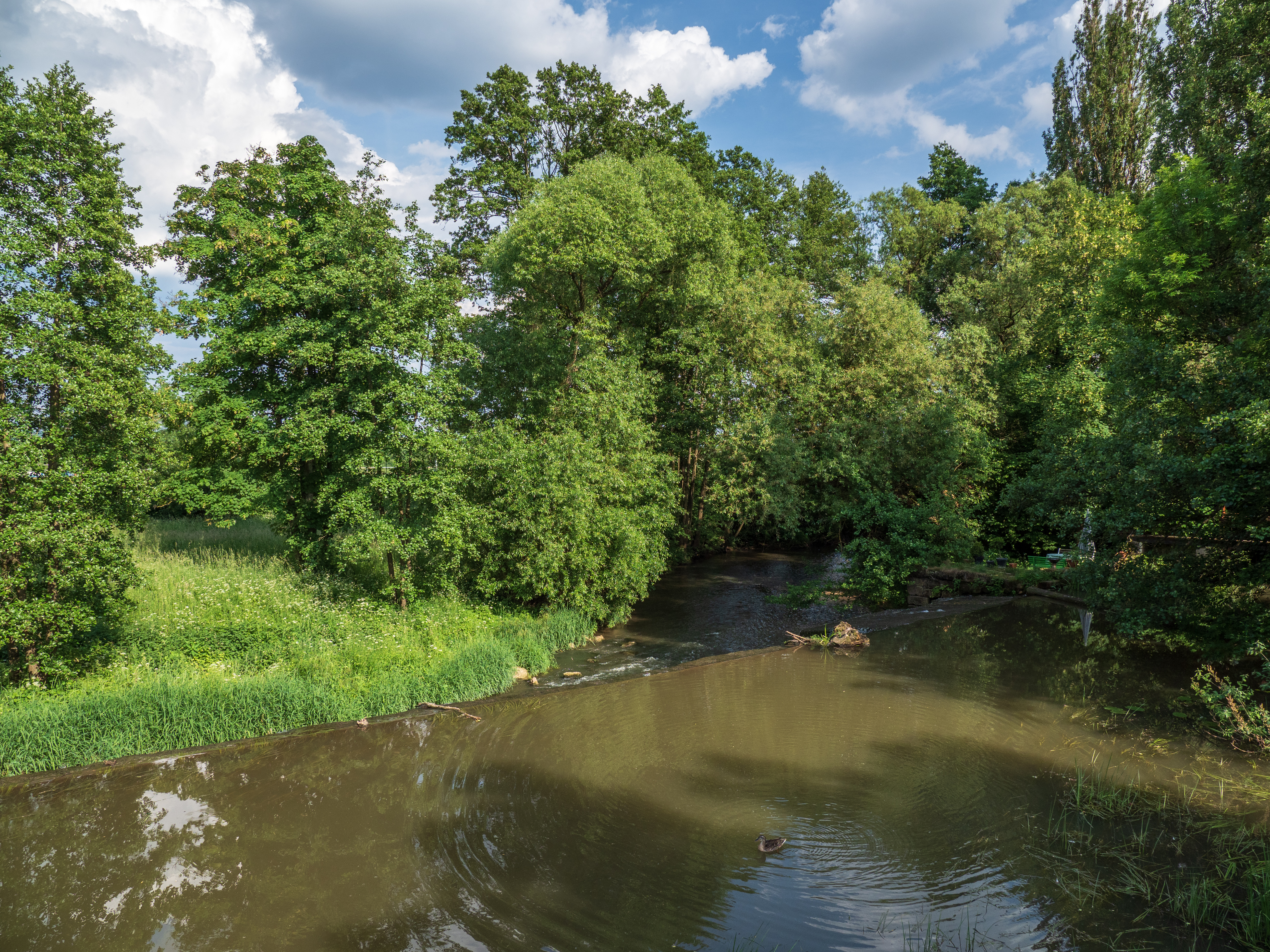
An der Mühle in Baunach
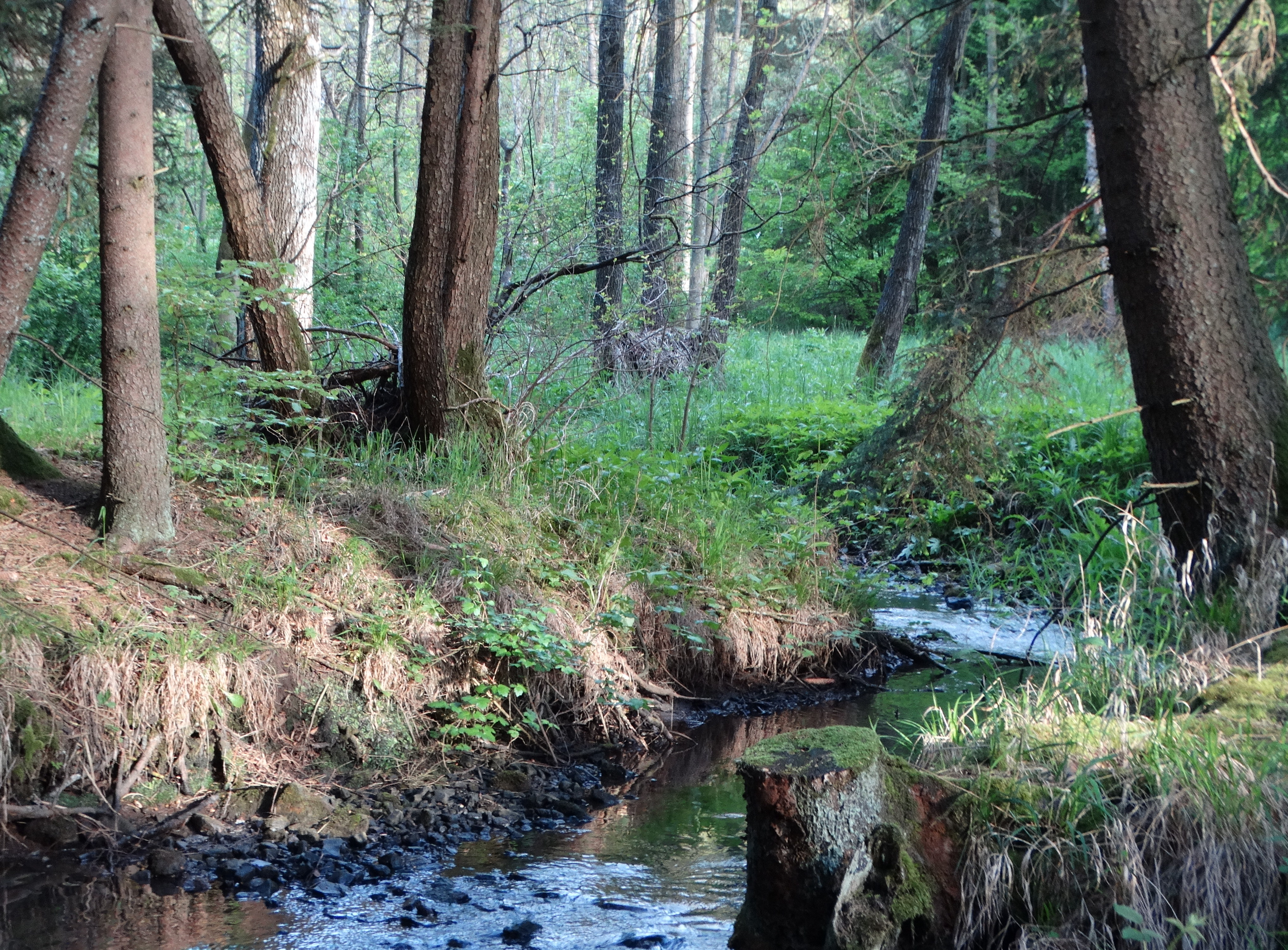
Im Bundorfer Forst im Naturschutzgebiet Haßberge
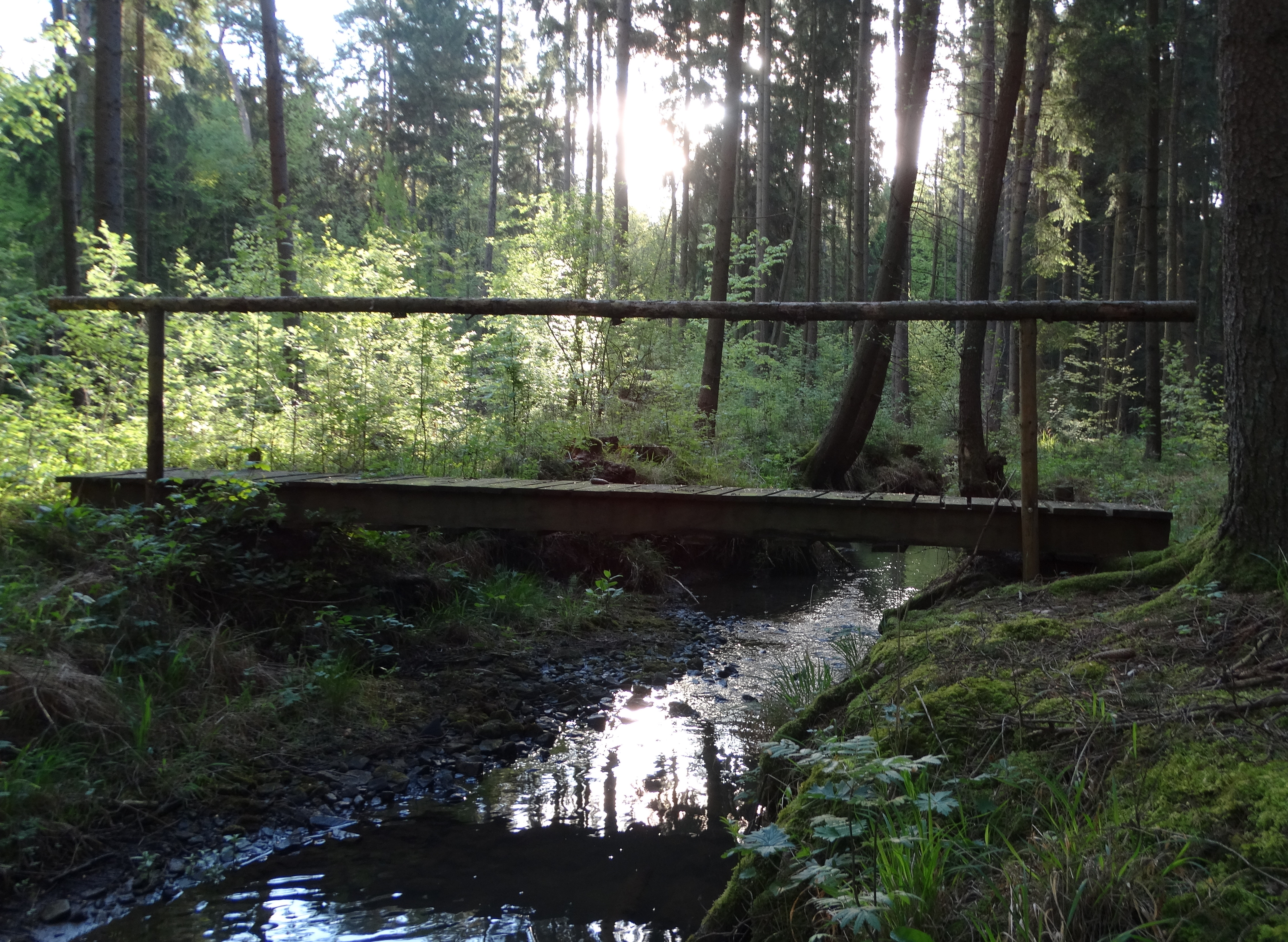
Holzbrücke über die Baunach im Bundorfer Forst

### Einzugsgebiet

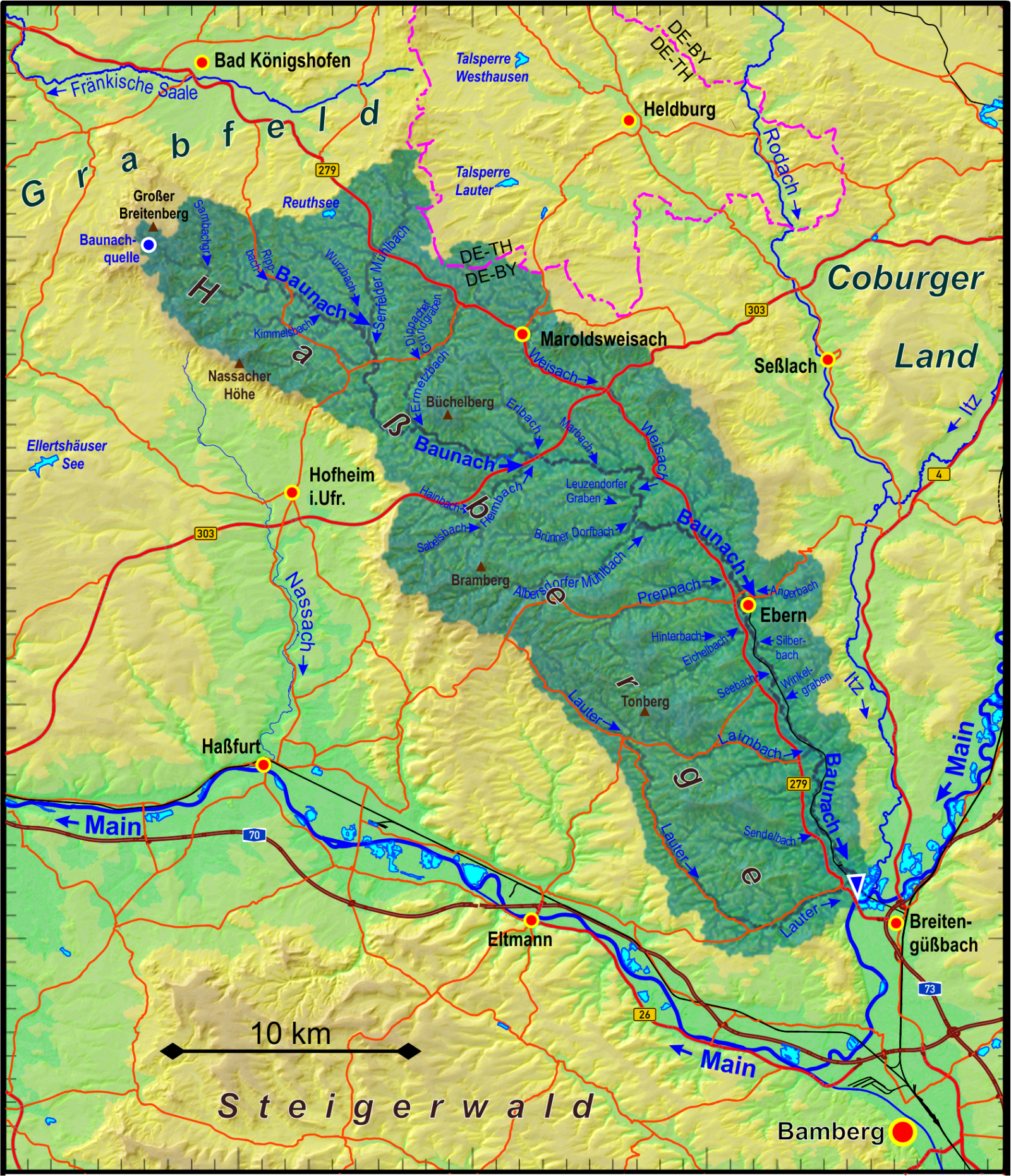
Einzugsgebiet der Baunach

Das 426 km² große Einzugsgebiet der Baunach wird durch sie über den Main und den Rhein zur Nordsee entwässert.
Es liegt zwischen dem der Itz im Osten und Nordosten und dem der Nassach im Westen.
Im Norden grenzt es an das Einzugsgebiet der Fränkischen Saale im Grabfeld.
Das Einzugsgebiet der Baunach umfasst große Bereiche der Haßberge und einen Teil
des Itz-Baunach-Hügellands. 0,5 % seiner Fläche greifen nach Thüringen aus.

### Zuflüsse
Direkte und indirekte Zuflüsse
Zu den direkten Zuflüssen der Baunach gehören (flussabwärts betrachtet):
| Name                  | GKZ      | Zuflussrichtung | Länge in km | EZG   | Mündungshöhe m ü. NHN | Mündung                 | Bemerkung                                                                     |
| --------------------- | -------- | --------------- | ----------- | ----- | --------------------- | ----------------------- | ----------------------------------------------------------------------------- |
| Sambachgraben         | 24181200 | links           | 3,84        | 4,51  | 367                   |                         |                                                                               |
| Höllgraben            | 24181400 | rechts          | 4,08        | 3,14  | 328                   |                         |                                                                               |
| Rippbach              | 24181600 | links           | 4,70        | 7,91  | 322                   | Bundorf                 | Strang Auerbach → Rippbach                                                    |
| Kimmelsbach           | 24181800 | rechts          | 4,69        | 3,55  | 314                   | Bundorf                 |                                                                               |
| Hainbach              |          | rechts          |             |       | 311                   | Bundorf                 |                                                                               |
| Serrfelder Mühlbach   | 24182000 | links           | 7,39        | 30,08 | 306                   | Bundorf-Neuses          | Strang Tränkleinsgraben → Serrfelder Mühlbach                                 |
| Stöckacher Mühlbach   |          | rechts          |             |       | 302                   | Bundorf-Schweinshaupten |                                                                               |
| Ermetz(bach)          | 24183200 | links           | 10,84       | 24,37 | 291                   | Hofheim i.UFr.-Sulzbach |                                                                               |
| Dorfbach              |          | links           |             |       | 280                   | Burgpreppach-Gemeinfeld |                                                                               |
| Erlbach               | 24183400 | links           | 4,83        | 9,41  | 278                   | Burgpreppach-Gemeinfeld |                                                                               |
| Heimbach              | 24183600 | rechts          | 7,55        | 23,16 | 278                   | Burgpreppach-Gemeinfeld | Strang Kühsee → Hainbach → Heimbach                                           |
| Marbach               |          | links           |             |       | 275                   | Pfarrweisach-Lohr       |                                                                               |
| Zöschgraben           |          | links           |             |       | 273                   | Pfarrweisach-Lohr       |                                                                               |
| Weisach               | 24184000 | links           | 13,86       | 39,90 | 271                   | Pfarrweisach            |                                                                               |
| Leuzendorfer Graben   |          | rechts          |             |       | 270                   | Pfarrweisach-Kraisdorf  |                                                                               |
| Albersdorfer Mühlbach | 24185200 | rechts          | 8,18        | 28,89 | 268                   | Pfarrweisach            |                                                                               |
| Fischbach             |          | links           |             |       | 264                   | Ebern-Fischbach         |                                                                               |
| Preppach              | 24186000 | rechts          | 11,78       | 24,51 | 260                   | Ebern-Ruppach           | Strang Jesserndorfer Bach → Preppach                                          |
| Eichelbach            | 24187200 | rechts          | 7,27        | 14,50 | 257                   | Ebern-Heubach           |                                                                               |
| Mühlbach              | 24187400 | links           | 2,88        | 10,30 | 256                   | Ebern-Heubach           | Teilungslauf ab etwa Ebern-Specke, nimmt in Ebern von links den Angerbach auf |
| Silberbach            |          | links           |             |       | 256                   | Rentweinsdorf-Lind      |                                                                               |
| Schmitzgraben         |          | rechts          |             |       | 254                   | Rentweinsdorf           |                                                                               |
| Seebach               |          | rechts          |             |       | 254                   | Rentweinsdorf           |                                                                               |
| Winkelgraben          |          | links           |             |       | 254                   | Rentweinsdorf-Treinfeld |                                                                               |
| Buchholzgraben        |          | rechts          |             |       | 253                   | Rentweinsdorf           |                                                                               |
| Brünninggraben        |          | links           |             |       | 249                   | Reckendorf              |                                                                               |
| Laimbach              | 24187600 | rechts          | 9,46        | 17,79 | 248                   | Reckendorf              |                                                                               |
| Röthengraben          |          | links           |             |       | 248                   | Reckendorf-Zeitzenhof   |                                                                               |
| Knockgraben           |          | rechts          |             |       | 247                   | Reckendorf              |                                                                               |
| Hautenbach            |          | rechts          |             |       | 247                   | Reckendorf              |                                                                               |
| Seitenbach            |          | rechts          |             |       | 245                   | Reckendorf              |                                                                               |
| Grundgraben           |          | links           |             |       | 243                   | Baunach-Leucherhof      |                                                                               |
| Sendelbach            | 24187800 | rechts          | 5,81        | 11,03 | 243                   | Baunach-Leucherhof      |                                                                               |
| Lauter                | 24188000 | rechts          | 21,47       | 41,02 | 236                   | Baunach                 |                                                                               |

## Fauna
In der Baunach kommen Aal, Aitel, Bachforelle, Bachschmerle, Barbe, Brachse, Flussbarsch, Gründling, Hasel, Hecht, Karausche, Nase, Regenbogenforelle, Schleie, Schneider, Schuppenkarpfen, Spiegelkarpfen, Flussneunauge, Zander, Rutte, Waller, Bachsaibling, Äsche und Dreistachliger Stichling sowie in zahlreichen Nebengewässern der Steinkrebs vor.